# Estadi Esportiu d'Accra
L'Estadi d'Esports d'Accra (o Accra Sports Stadium), anteriorment anomenat Estadi Ohene Djan, és un estadi esportiu de la ciutat d'Accra, a Ghana. És dedicat principalment a la pràctica del futbol i del rugbi a XV, però també s'hi pot practicar l'atletisme.
Va ser inaugurat l'any 1962. S'anomenà Accra Sports Stadium fins que se li canvià a Estadi Ohene Djan, primer director d'esports del país, el 2004. El 16 de juny de 2011 tornà al seu nom original. Ha estat seu de la Copa d'Àfrica de Nacions dels anys 1963, 1978, 2000 i 2008.
És la seu dels clubs Hearts of Oak, Great Olympics i Legon Cities FC. La seva capacitat és per a 40.000 espectadors.